# Созонту
Созонту — не асфальтированный перевал в Кош-Агачском раоне Республики Алтай Россия.

## Описание
Грунтовый перевал, на дороге ведущей из Ташанты в долину реки Юстыт. И перевал и долина реки находятся в приграничной зоне. Для доступа в которую необходимо иметь паспорт гражданина РФ, либо специальный пропуск дя граждан других госсудаоств. С востока, вдоль дороги, натянута колючая проволока и оборудована КСП.  Окружающая местность открытая, безлесая, поросшая невысокой травой. С перевала открывается красивый вид на долину реки Юстыт.